# Nhàn Nam Cực
Nhàn Nam Cực (danh pháp hai phần: Sterna vittata) là một loài chim thuộc họ Nhàn. Nó phân bố trên khắp các đại dương phía Nam. Nó có bề ngoài rất tương tự xuất hiện liên quan chặt chẽ nhàn Bắc Cực, nhưng là chắc nịch hơn, và mũi cánh có màu xám thay vì đen khi đang bay. Điều đó tất nhiên là bộ lông trong mùa sinh sản trong mùa hè phía Nam, khi nhàn Bắc Cực đã thay bộ lông sang bộ lông không phải trong mùa sinh sản của chúng (mặc dù điều này không phải là hữu ích cho việc tách nó ra từ một loài khác, nhàn Nam Mỹ).
Mùa sinh sản diễn ra từ giữa tháng mười đầu tháng mười hai. Chim con nở từ tháng 12-tháng 2. Skua là những kẻ săn mồi chủ yếu ăn trứng chim và chim non loài này.
Tổng dân số toàn cầu của loài chim này là khoảng 140.000 cá thể.